# 미국재대만협회

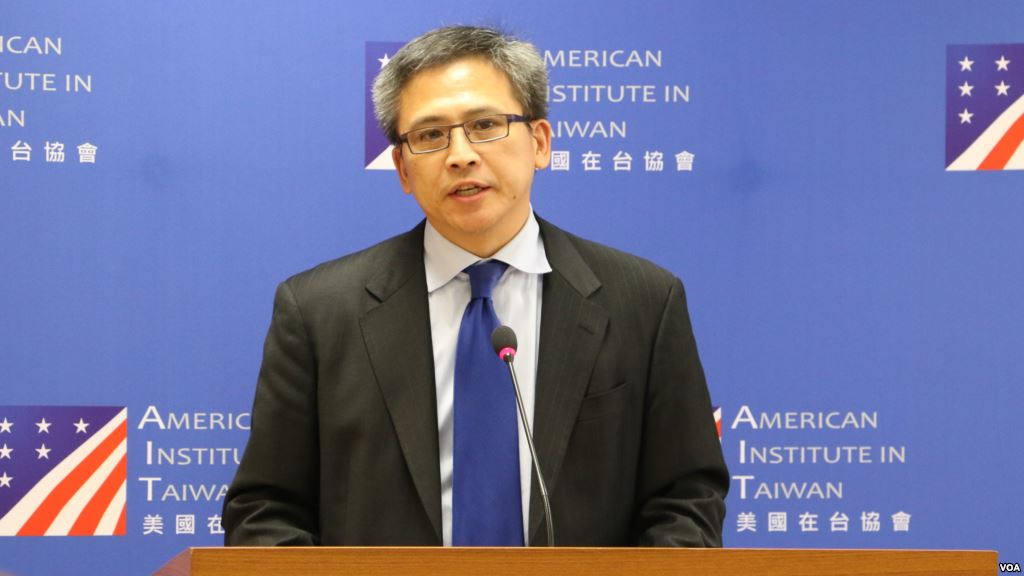
제13대 미국재대만협회 타이베이 사무소장 킨 모이(Kin W. Moy)

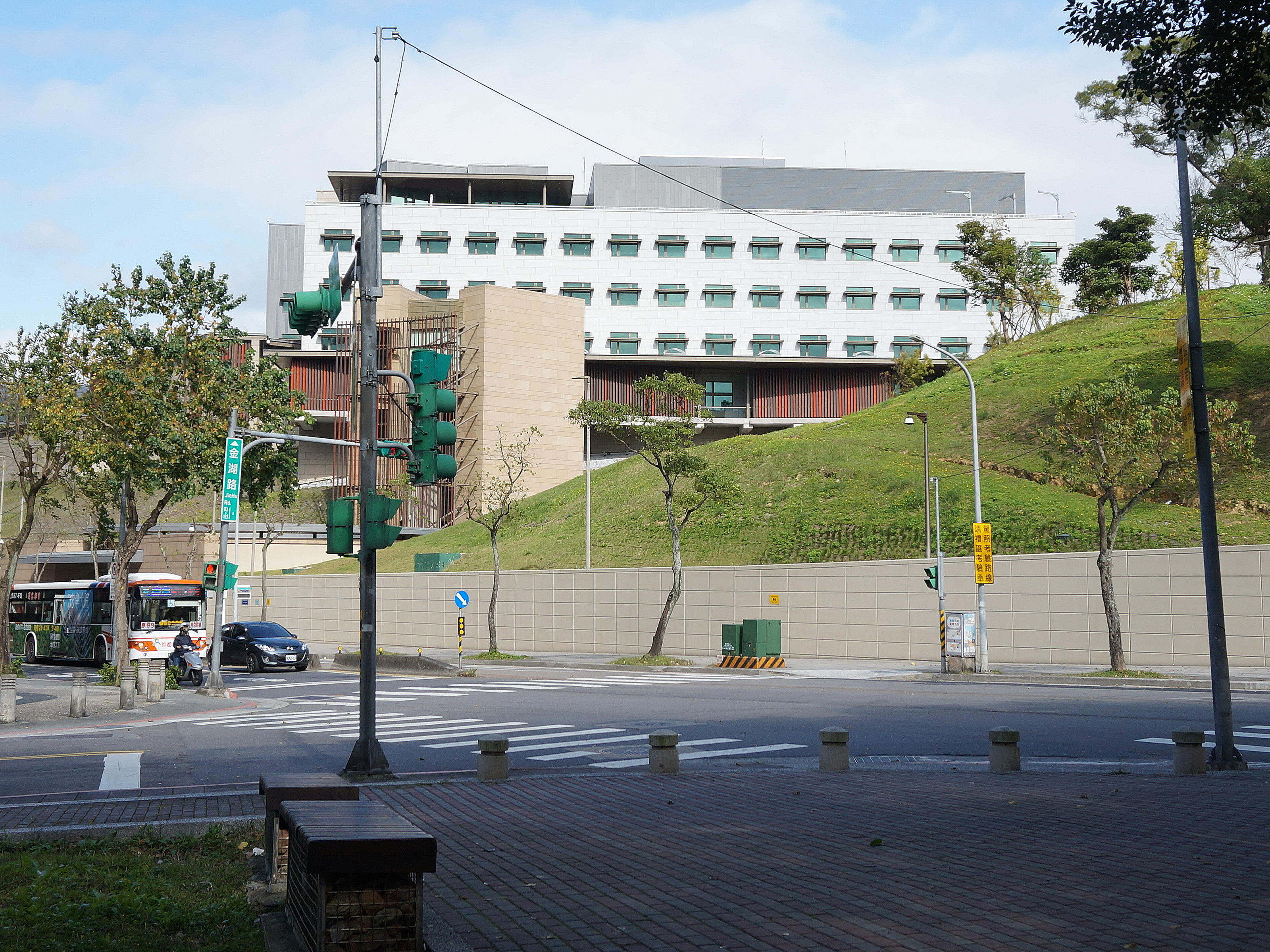
미국재대만협회 타이베이 사무소 신청사 건설공사 현장

미국재대만협회(영어: American Institute in Taiwan (AIT), 중국어 정체자: 美國在台協會)는 1979년 미국과 중화민국이 외교관계를 단절한 이후, 미국 국무부가 양국 사이의 교류를 위해 세워진 주대만 미국 대사관격 외교 공관이다. 이 단체의 중화민국의 대응기구는 대만미국사무위원회이다. 협회 사무소는 타이베이시와 가오슝시에 위치해 있다. 치외법권 같은 권리는 없지만 사실상 미국 외교 공관 역할을 하고 있다. 한편 중화민국 외교부는 미국과의 교류를 위해 주미국 타이베이 경제문화대표처라는 명의의 재외 공관을 워싱턴 D.C.를 비롯한 미국 각 도시에 설립해 운영하고 있다.
미국과 중국의 외교관계 수립 이후 당 협회는 상무, 문화, 기타 관련업무와 미국 대통령, 미국 각 정부기관의 중화민국 관련 업무를 담당하고 있다. 당 협회는 표면상 민간조직이지만 미국 의회의 수권과 감독을 경유해 중화민국에 있는 2개의 사무소도 대사관 혹은 총영사관에 해당하는 업무를 하고 있고 미국 방문 사증 발급과 미국 국민에 대한 서비스 등을 담당하고 있다. 타이베이시 네이후구에 소재한 타이베이 사무소의 정문에는 미국 국무부의 휘장이 설치되어있다. 당 협회의 공무 목적의 차량은 주 대만 외교기구 및 인원 수입 차량처리요점에 의거하여 외교 차량 번호판을 보유하고 있다.

## 연혁
미국재대만협회는 미국 정부와 중화민국 정부가 1979년 1월 1일에 외교관계 단절을 했을 당시에 설립되었다. 미국재대만협회의 본부는 미국 버지니아주에 설치되어 있고 주미국 타이베이 경제문화대표처와 미국 각 정부부처의 연계업무를 담당하고 있다. 현재 미국재대만협회 타이베이 사무소 소재지는 타이베이시 네이후구 진후루 100이고 2019년 5월 6일에 정식 개소하였다. 2018년 이전에는 타이베이시 다안구 신이로에 위치해 있었는데 이 건물은 과거의 미군고문단 본부의 소재지였고 1979년 미국과 중화민국의 단교후 미국재대만협회 사무소로 용도가 전환되었다. 가오슝시에도 미국재대만협회 가오슝 분처가 있는데, 대만 남부 대상 상업, 여행 서비스, 신문 문화 업무를 담당하고 있다.

## 조직
타이베이 사무소(Taipei Office, AIT/T, 臺北辦事處)와 가오슝 분처(Kaohsiung Branch Office, AIT/K, 高雄分處)가 설치 되어 있다. 타이베이 사무소장(director, 臺北辦事處處長)은 특명전권대사에 해당하는 외교 특권을 향유하고 있어서 사실상 미국 대사 역할을 하고 있다. 타이베이 사무소내에는 정치부(Political Section)등이 있다. 가오슝 분처장(branch chief, 高雄分處處長)은 사실상의 미국 총영사 역할을 하고 있다. 가오슝 분처의 관할 구역은 남부 지역이다.
타이베이시에는 협회 관련시설로 미국문화센터(American Cultural Center/Commercial Section), 농업무역사무소(Agricultural Trade Office)도 있으며 미국 국무부 직원 등 총 450명의 직원이 있다. 미군은 2005년부터 타이베이 사무소 산하에 현직 군인을 파견하고 있고, 대령급 장교가 연락사무조(Liaison Affairs Section)와 안전합작조(Security Cooperation Section)의 조장을 맡고 있다. 미국재대만협회에 근무하는 기간에는 군복을 착용하지 않는다.
미국 수도와 가까운 알링턴에 워싱턴 본부(Washington Office)가 설치되어 있으며 주미국 타이베이 경제문화대표처와 미국 정부기관과의 연락 기능을 갖고 있다.
- 타이베이 사무소장(Director, Taipei Main Office): 공관장에 해당
  - 가오슝 분처장(Branch Chief, Kaohsiung Branch Office)
- 회장(Chairman): 워싱턴 본부 주재

### 관할 구역
- 미국재대만협회 타이베이 사무소: 타이베이시, 신베이시, 타오위안시, 지룽시, 신주시, 신주현, 먀오리현, 타이중시, 난터우현, 장화현, 윈린현, 이란현, 화롄현, 롄장현, 진먼현
- 미국재대만협회 가오슝 분처: 가오슝시, 자이시, 자이현, 타이난시, 핑둥현, 타이둥현, 펑후현

### 역대 타이베이 사무소장
| 대수 | 이름                                               | 사진 | 임기 시작 | 임기 종료 | 비고                       |
| ---- | -------------------------------------------------- | ---- | --------- | --------- | -------------------------- |
| 초대 | 찰스 크로스 Charles T. Cross                       |      | 1979년    | 1981년    |                            |
| 2대  | 제임스 릴리 James R. Lilley                        |      | 1981년    | 1984년    | 전 주한 미국 대사          |
| 3대  | Harry E. T. Thayer                                 |      | 1984년    | 1986년    |                            |
| 4대  | David Dean                                         |      | 1987년    | 1989년    |                            |
| 5대  | 토머스 S. 브룩스 Thomas S. Brooks                  |      | 1990년    | 1993년    | 전 주한 미국 대사관 부대사 |
| 6대  | B 린 파스코 B. Lynn Pascoe                         |      | 1993년    | 1996년    |                            |
| 7대  | 대릴 존슨 Darryl N. Johnson                        |      | 1996년    | 1999년    |                            |
| 8대  | 레이몬드 버그하트 Raymond Burghardt                |      | 1999년    | 2001년    | 전 주한 미국 대사관 부대사 |
| 9대  | 더글러스 파알 Douglas H. Paal                      |      | 2002년    | 2006년    |                            |
| 10대 | 스티븐 영 Stephen M. Young                         |      | 2006년    | 2009년    |                            |
| 11대 | 윌리엄 스탠튼 William A. Stanton                   |      | 2009년    | 2012년    | 전 주한 미국 대사관 부대사 |
| 12대 | 크리스토퍼 마루트 Christopher J. Marut             |      | 2012년    | 2015년    |                            |
| 13대 | 킨 모이 Kin W. Moy                                 |      | 2015년    | 2018년    |                            |
| 14대 | 윌리엄 브렌트 크리스텐슨 William Brent Christensen |      | 2018년    | 2021년    |                            |
| 15대 | 산드라 오드커크 Sandra Oudkirk                     |      | 2021년    |           |                            |

## 같이 보기
- 미국 국무부
- 대만관계법
- 대만미국사무위원회 (대만쪽에 대응한 기관)
- 주타이베이 대한민국 대표부 (대한민국이 해당되는 대만 주재 기관)
- 일본대만교류협회 (일본이 해당되는 대만 주재 기관)